# سکریخوف و مالشیتس
سکریخوف و مالشیتس (به چکی: Skrýchov u Malšic) یک منطقهٔ مسکونی در جمهوری چک است که در منطقه تابور واقع شده‌است. سکریخوف و مالشیتس ۷٫۰۱ کیلومتر مربع مساحت و ۱۲۶ نفر جمعیت دارد و ۴۷۵ متر بالاتر از سطح دریا واقع شده‌است.